# Asplenium rutaceum
Asplenium rutaceum är en svartbräkenväxtart som först beskrevs av Carl Ludwig Willdenow, och fick sitt nu gällande namn av Georg Heinrich Mettenius. Asplenium rutaceum ingår i släktet Asplenium och familjen Aspleniaceae. Inga underarter finns listade.